# تان سن، بس کن
تان سن، بس کن (به لاتین: Tân Sơn, Bac Kan) یک منطقهٔ مسکونی در ویتنام است که در استان باک کان واقع شده‌است.